# Juan Sisinio Pérez Garzón
Juan Sisinio Pérez Garzón, né à Gójar en 1949, est un historien espagnol, professeur d'histoire contemporaine à l'université de Castilla-La Mancha.

## Biographie
Né à Gójar (province de Grenade) en 1949, il est l'auteur d'ouvrages tels que Luis Morote, La problemática de un republicano (1862-1913) (1976), biographie de l'écrivain et homme politique espagnol Luis Morote, Milice nationale et révolution bourgeoise. Milicia Nacional y Revolución burguesa. El prototipo madrileño (1808-1874) (1978), préfacé par Manuel Espadas Burgos, Historiografía y nacionalismo español, 1834-1868 (1985), avec Paloma Cirujano et Teresa Elorriaga, Las Cortes de Cádiz: El nacimiento de una nación liberal (1808-1814) (2007) ou Historia del feminismo (2011),, entre autres.
Il a également été rédacteur en chef de la gestion de la mémoire. La gestión de la memoria. La historia de España al servicio del poder (2000), Isabel II. Los espejos de la reina (2004) ou Los bombardeos de Barcelona (2014).
Il est conseiller d'Éducation de la Junte des communautés de Castille-La Manche entre 1987 et 1993,,,.